# Nagler-Rolz
Nagler-Rolz Flugzeugbau va ser una empresa alemanya dedicada a la construcció d'helicòpters. El seu producte principal va ser el Nagler-Rolz NR 54, un helicòpter ultralleuger portable per a l'exèrcit alemany durant la Segona Guerra Mundial.

## Història
L'austríac Bruno Nagler va treballar inicialment com a empleat de Raoul Hafner a Anglaterra construint autogirs. El 1935 va tornar a Àustria i es va unir amb Franz Rolz per desenvolupar helicòpters ultra lleugers. Per fer-ho, van fundar l'empresa Nagler-Rolz-Flugzeugbau amb tallers a prop de Viena. L'obra va suposar un èxit en els primers anys de la guerra. Es van desenvolupar dos helicòpters petits d'un sol seient, el NR 54 i el NR 55, però només el NR 54 va ser completat i va realitzar vols lliures.